# Sepedomerus
Sepedomerus is een vliegengeslacht uit de familie van de slakkendoders (Sciomyzidae).

## Soorten
- S. macropus (Walker, 1849)